# Simone Burel
Simone Burel (* 6. Juni 1986) ist eine deutsche Sprachwissenschaftlerin, Autorin und Unternehmerin.

## Werdegang
Burel studierte von 2005 bis 2011 Germanistik, Anglistik und Pädagogik an den Universitäten Mannheim und Heidelberg und an der Queen Mary Universität London, was von der Friedrich-Naumann-Stiftung und der Baden-Württemberg-Stiftung gefördert wurde. 2015 promovierte sie an der Universität Heidelberg über Sprache in Geschäftsberichten von DAX-Unternehmen.
Nach ihrer Promotion 2015 forschte Simone Burel mit dem mit 10.000 Euro dotierten Post-Doc-Stipendium Field of Focus 3 Cultural Dynamics in Globalised Worlds der Universität Heidelberg zum Thema Theorie-Praxis-Transfer mittels linguistischer Unternehmenskommunikation. Von 2016 bis 2018 arbeitete sie als wissenschaftliche Mitarbeiterin am Institut für Deutsch als Fremdsprachenphilologie der Universität Heidelberg zu Gender- und Internetlinguistik. Von 2013 bis 2018 war sie darüber hinaus als Gastdozentin an verschiedenen Universitäten tätig.
Seit 2021 ist sie Herausgeberin der Buchreihe Sprache und Wirtschaft gemeinsam mit Ekkehard Felder bei Springer Nature.

## Auszeichnungen
- 2017: Nachwuchspreis Berufliche Kommunikation für ihre Dissertation, Gesellschaft für Angewandte Linguistik[2]
- 2018: Mannheimer Existenzgründerpreis MEXI[3]
- 2021: Impact of Diversity Award für FATALE University by dr.fem.FATALE des FKI (Frauen-Karriere-Index)[4]

## Publikationen
Monographien:
- Politische Lieder der 68er. Eine linguistische Analyse kommunikativer Texte, hrsg.: vom Institut für deutsche Sprache, amades - Arbeitspapiere und Materialien zur deutschen Sprache Nummer 46, ids-Verlag,  Mannheim 2013, ISBN 978-3-937241-42-5 (= Uni Heidelberg Dissertation 2010)[5]
- Identitätspositionierungen der DAX-30-Unternehmen. Die sprachliche Konstruktion von Selbstbildern, Reihe Sprache und Wissen, Band 21, De Gruyter, Berlin 2015, ISBN 978-3-11-043935-9 (= Uni Heidelberg, Dissertation 2015)
- Quick Guide Female Leadership. Frauen in Führungspositionen in der Arbeitswelt 4.0, Springer Gabler, Wiesbaden 2020, ISBN 978-3-662-61302-3.
- Sprache denkt (fe)male. Intelligente Sprache für selbstbewusste und wertschätzende Kommunikation, Springer, Berlin/Heidelberg 2021, ISBN 978-3-662-61679-6.

Buchbeiträge:
- Sprachliche Konstituierung von Identität in Unternehmen am Beispiel der textuellen Selbstdarstellung von BASF, in: Theo Bungarten (Hrsg.): Von Fukushima zum Tanz der Banker. Die (un)sichtbare Hand in der Globalisierungskommunikation. Ausgewählte Beiträge des III. Internationalen Hamburger Kongresses zur Wirtschaftskommunikation (IHCW 2011), Logos, Berlin 2015, ISBN 978-3-8325-3509-4, S. 127–140.
- Corporate Identity, in: Markus Hundt, Dorata Biadala (Hrsg.): Handbuch Sprache in der Wirtschaft (= Handbücher Sprachwissenschaften, Band 13), De Gruyter, Berlin 2015, ISBN 978-3-11-029580-1, S. 437–458.
- Zwischen Vertrauen, Transparenz und Sicherheit. Auf der Suche nach dem Banken-Wording, in: Marcus Reinmuth, Inga Ellen Kastens, Patrick Vosskamp (Hrsg.): Kommunikation für Banken und Versicherer. Krisen bewältigen, Vertrauen schaffen, Schaeffer-Poeschel, Stuttgart 2016, ISBN 978-3-7910-3566-6, S. 107–126.
- Angewandte Unternehmenskommunikation aus linguistischer Perspektive in Forschung, Praxis und Lehre, in: Inga Ellen Kastens, Albert Busch (Hrsg.): Handbuch Wirtschaftskommunikation. Interdisziplinäre Zugänge zur Unternehmenskommunikation, A. Francke, Tübingen 2016, ISBN 978-3-8252-8686-6, S. 561–577.
- Überlegungen zur Einführung einer Kommunikationsstrategie beim Unternehmen Habona Invest GmbH, in: Marcel Dräger, Martha Kuhnhenn (Hrsg.): Sprache in Rede, Gespräch und Kommunikation. Linguistisches Wissen in der Kommunikationsberatung (= Reihe Wissen – Kompetenz – Text, Band 10), Frankfurt am Main 2017, Peter Lang Edition, ISBN 978-3-631-69691-0, S. 195–212.
- Gender audit. Linguistic approach to gender stereotypes in online communication, in: GenderIT '18: Proceedings of the 4th Conference on Gender & IT 2018, ISBN 978-1-4503-5346-5, S. 59–61.
- 100 Female MINT-Rolemodels in Industrie und Wissenschaft – für hochwertige Bildung und Gender Equality, in: Claudia Rankers, Nadine Kammerlander (Hrsg.): Nachhaltigkeit – Frauen schaffen Zukunft, Frankfurter Allgemeine Buch, Frankfurt am Main 2021, ISBN 978-3-96251-112-8, S. 232–239.